# Liste der Kardinalskreierungen von Papst Franziskus

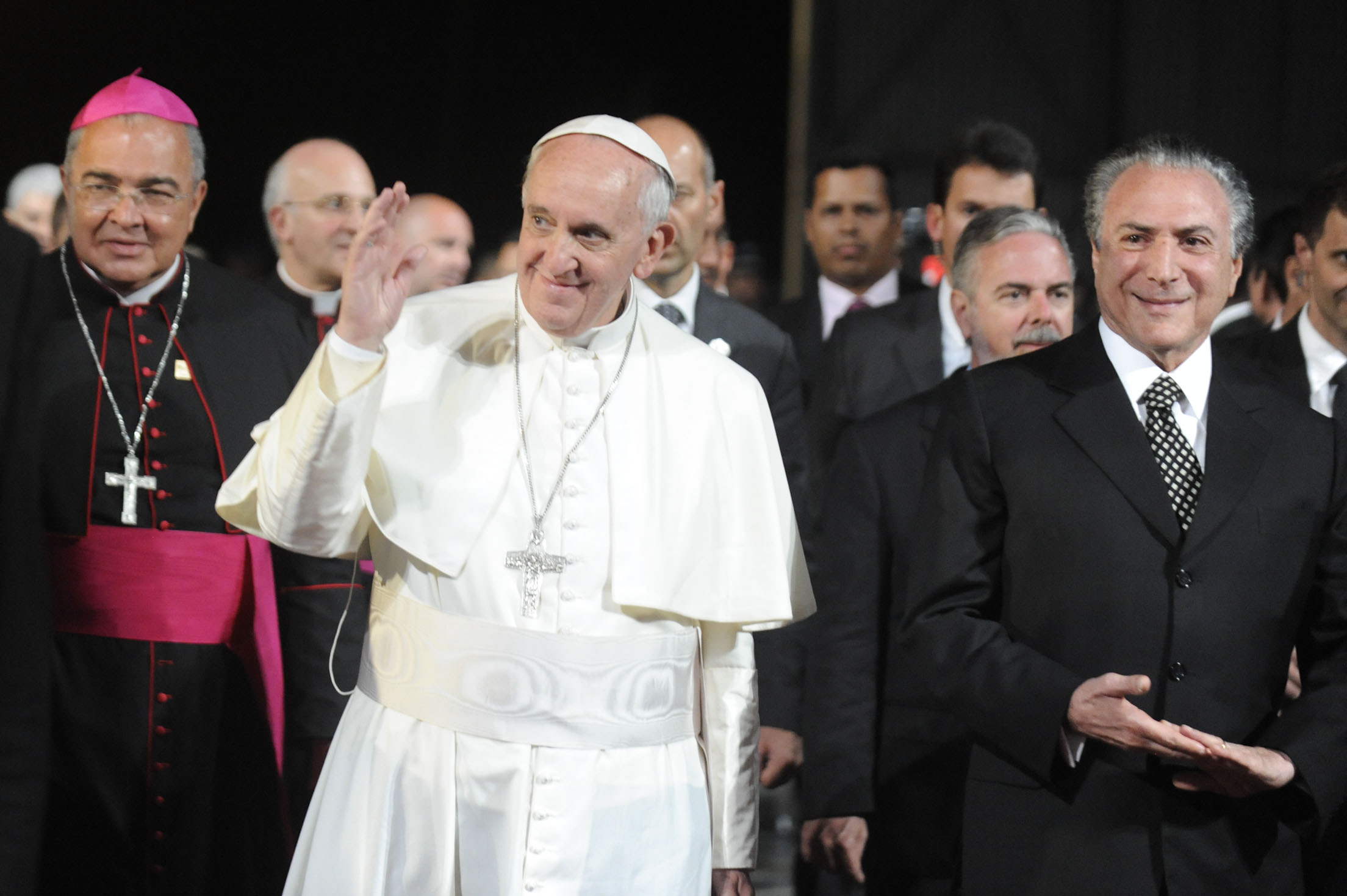
Papst Franziskus mit Orani João Tempesta (links), den er am 22. Februar 2014 ins Kardinalskollegium aufnahm

Papst Franziskus (2013–2025) ernannte in zehn Konsistorien 163 Kardinäle. Von ihnen waren 149 zum Zeitpunkt seines Todes noch am Leben, wahlberechtigt zum Konklave 2025 allerdings nur noch 107. Im Vergleich zu seinen Vorgängern berief Franziskus mehr Kardinäle aus Schwellenländern und der sogenannten Dritten Welt, beispielsweise aus Haiti, Tonga oder der Zentralafrikanischen Republik. In den Medien galten diese Ernennungen oft als „große Überraschung“ oder „Gang in die Peripherie“.

## Konsistorien

### 22. Februar 2014

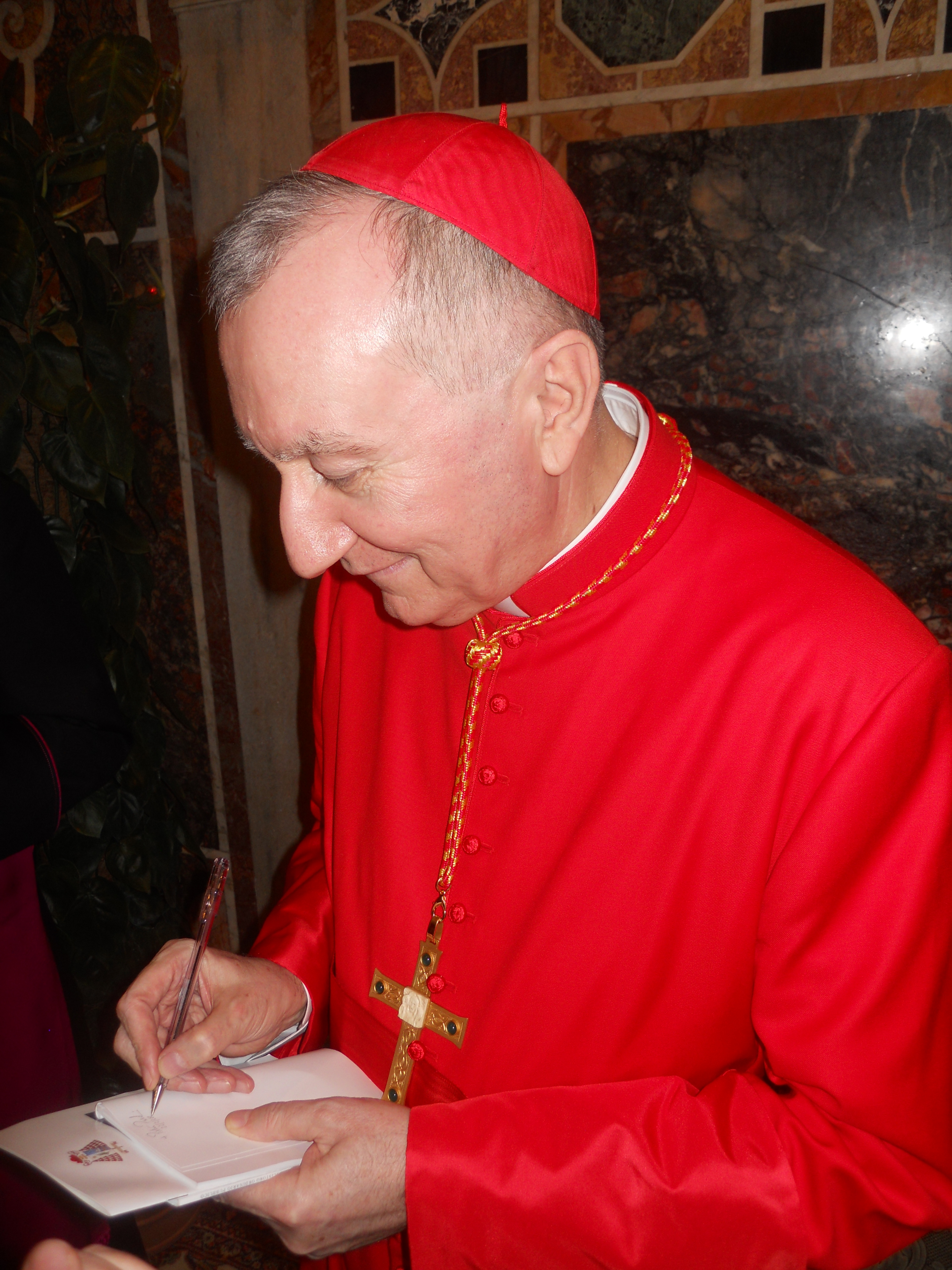
Pietro Kardinal Parolin, prima creatura

1. Italien: Pietro Parolin, Kardinalstaatssekretär
2. Italien: Lorenzo Baldisseri, Generalsekretär der Bischofssynode
3. Deutschland: Gerhard Ludwig Müller, Präfekt der Glaubenskongregation
4. Italien: Beniamino Stella, Präfekt der Kleruskongregation
5. Vereinigtes Königreich: Vincent Nichols, Erzbischof von Westminster
6. Nicaragua: Leopoldo José Brenes Solórzano, Erzbischof von Managua
7. Kanada: Gérald Cyprien Lacroix ISPX, Erzbischof von Québec
8. Elfenbeinküste: Jean-Pierre Kutwa, Erzbischof von Abidjan
9. Brasilien: Orani João Tempesta OCist, Erzbischof von Rio de Janeiro
10. Italien: Gualtiero Bassetti, Erzbischof von Perugia-Città della Pieve
11. Argentinien: Mario Aurelio Poli, Erzbischof von Buenos Aires
12. Südkorea: Andrew Yeom Soo-jung, Erzbischof von Seoul
13. Chile: Ricardo Ezzati Andrello SDB, Erzbischof von Santiago de Chile
14. Burkina Faso: Philippe Ouédraogo, Erzbischof von Ouagadougou
15. Philippinen: Orlando Quevedo OMI, Erzbischof von Cotabato
16. Haiti: Chibly Langlois, Bischof von Les Cayes

Bereits über 80:
1. Italien: Loris Francesco Capovilla, ehemaliger Privatsekretär von Papst Johannes XXIII., emeritierter Prälat von Loreto
2. Spanien: Fernando Sebastián Aguilar CMF, emeritierter Erzbischof von Pamplona y Tudela
3. St. Lucia: Kelvin Felix, emeritierter Erzbischof von Castries

### 14. Februar 2015

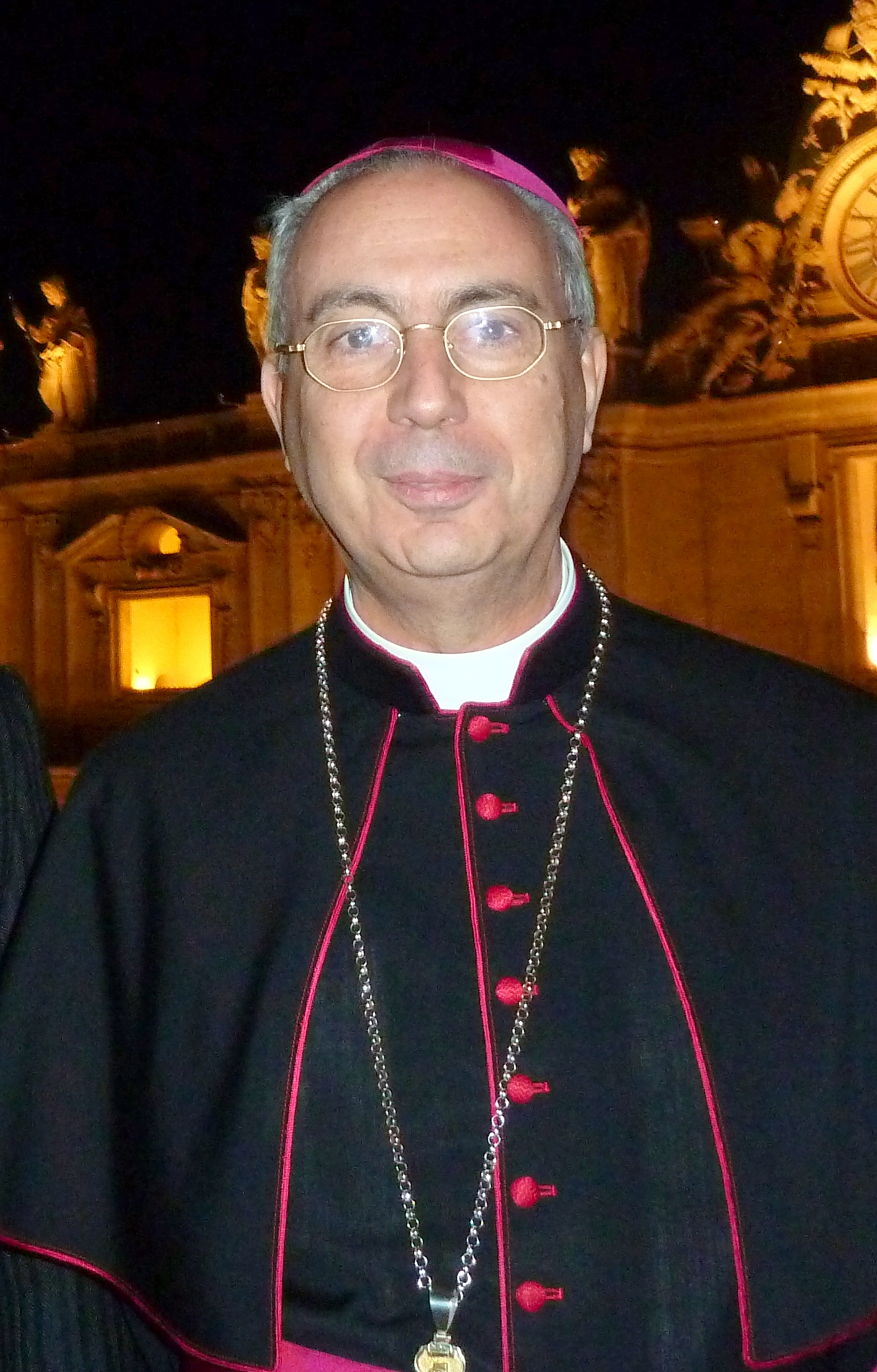
Dominique Mamberti

1. Frankreich: Dominique Mamberti, Präfekt der Apostolischen Signatur
2. Portugal: Manuel Clemente, Patriarch von Lissabon
3. Äthiopien: Berhaneyesus Demerew Souraphiel CM, Erzbischof von Addis Abeba der äthiopisch-katholischen Kirche
4. Neuseeland: John Atcherley Dew, Erzbischof von Wellington
5. Italien: Edoardo Menichelli, Erzbischof von Ancona-Osimo
6. Vietnam: Pierre Nguyễn Văn Nhơn, Erzbischof von Hanoi
7. Mexiko: Alberto Suárez Inda, Erzbischof von Morelia
8. Myanmar: Charles Maung Bo SDB, Erzbischof von Yangon
9. Thailand: Francis Xavier Kriengsak Kovitvanit, Erzbischof von Bangkok
10. Italien: Francesco Montenegro, Erzbischof von Agrigent
11. Uruguay: Daniel Fernando Sturla Berhouet SDB, Erzbischof von Montevideo
12. Spanien: Ricardo Blázquez, Erzbischof von Valladolid
13. Panama: José Luis Lacunza Maestrojuán OAR, Bischof von David
14. Kap Verde: Arlindo Gomes Furtado, Bischof von Santiago de Cabo Verde
15. Tonga: Soane Patita Paini Mafi, Bischof von Tonga

Bereits über 80
1. Kolumbien: José de Jesús Pimiento Rodriguez, emeritierter Erzbischof von Manizales
2. Italien: Luigi de Magistris, Kurienerzbischof und emeritierter Pro-Großpönitentiar
3. Deutschland: Karl-Josef Rauber, emeritierter Apostolischer Nuntius in Belgien
4. Argentinien: Luis Héctor Villalba, emeritierter Erzbischof von Tucumán
5. Mosambik: Júlio Duarte Langa, emeritierter Bischof von Xai-Xai

### 19. November 2016

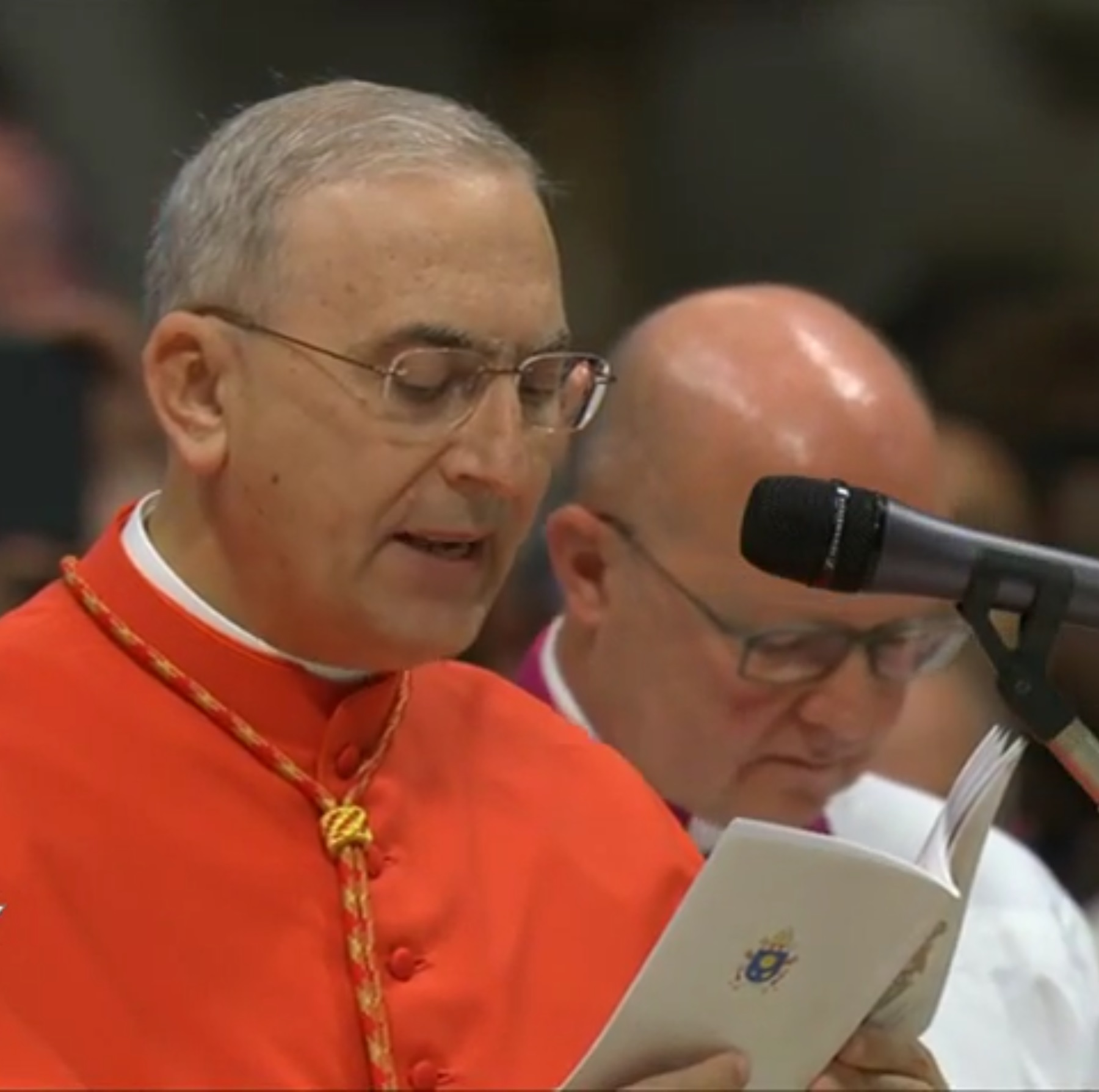
Mario Kardinal Zenari

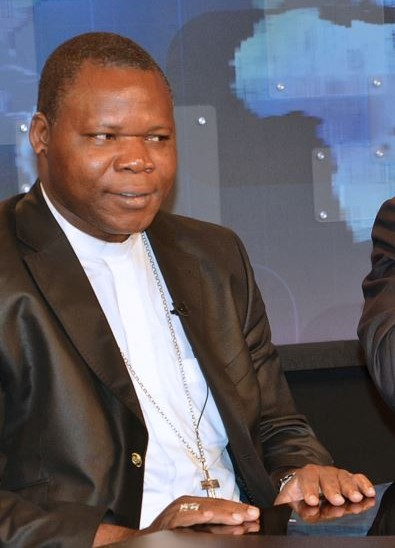
Dieudonné Nzapalainga

1. Italien: Mario Zenari, Apostolischer Nuntius in Syrien
2. Zentralafrikanische Republik: Dieudonné Nzapalainga CSSp, Erzbischof von Bangui
3. Spanien: Carlos Osoro Sierra, Erzbischof von Madrid
4. Brasilien: Sérgio da Rocha, Erzbischof von Brasília
5. Vereinigte Staaten: Blase Joseph Cupich, Erzbischof von Chicago
6. Bangladesch: Patrick D’Rozario CSC, Erzbischof von Dhaka
7. Venezuela: Baltazar Porras, Erzbischof von Mérida
8. Belgien: Jozef De Kesel, Erzbischof von Mecheln-Brüssel
9. Mauritius: Maurice Piat CSSp, Bischof von Port-Louis
10. Vereinigte Staaten/ Irland: Kevin Farrell, Präfekt des Dikasteriums für Laien, Familie und Leben
11. Mexiko: Carlos Aguiar Retes, Erzbischof von Tlalnepantla
12. Papua-Neuguinea: John Ribat MSC, Erzbischof von Port Moresby
13. Vereinigte Staaten: Joseph William Tobin CSsR, Erzbischof von Newark

Bereits über 80:
1. Malaysia: Anthony Soter Fernandez, emeritierter Erzbischof von Kuala Lumpur
2. Italien: Renato Corti, emeritierter Bischof von Novara
3. Lesotho: Sebastian Koto Khoarai OMI, emeritierter Bischof von Mohale’s Hoek
4. Albanien: Ernest Simoni, Priester des Erzbistums Shkodra-Pult

### 28. Juni 2017
1. Mali: Jean Zerbo, Erzbischof von Bamako
2. Spanien: Juan José Omella Omella, Erzbischof von Barcelona
3. Schweden: Anders Arborelius OCD, Bischof von Stockholm
4. Laos: Louis-Marie Ling Mangkhanekhoun, Apostolischer Vikar von Paksé
5. El Salvador: Gregorio Rosa Chávez, Weihbischof in San Salvador

### 28. Juni 2018

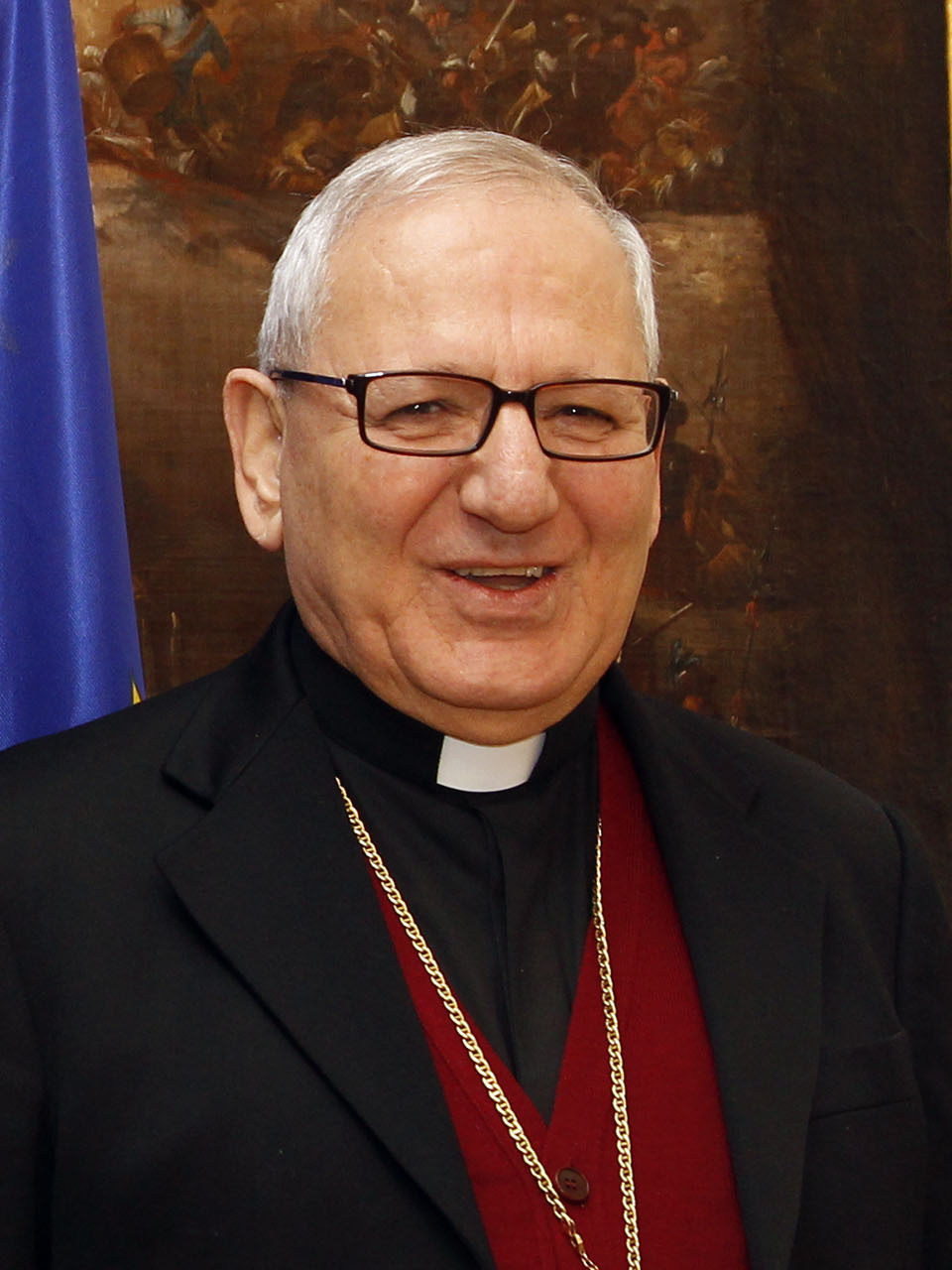
Louis Raphaël I. Sako

1. Irak: Louis Raphaël I. Sako, Patriarch von Babylon der chaldäisch-katholischen Kirche
2. Spanien: Luis Ladaria SJ, Präfekt der Kongregation für die Glaubenslehre
3. Italien: Angelo De Donatis, Generalvikar der Diözese Rom
4. Italien: Giovanni Angelo Becciu, Substitut des vatikanischen Staatssekretariates und päpstlicher Delegat beim Souveränen Malteserorden
5. Polen: Konrad Krajewski, Päpstlicher Almosenier
6. Pakistan: Joseph Coutts, Erzbischof von Karatschi
7. Portugal: António Marto, Bischof von Leiria-Fátima
8. Peru: Pedro Ricardo Barreto Jimeno SJ, Erzbischof von Huancayo
9. Madagaskar: Désiré Tsarahazana, Erzbischof von Toamasina
10. Italien: Giuseppe Petrocchi, Erzbischof von L’Aquila
11. Japan: Thomas Aquino Man’yō Maeda, Erzbischof von Osaka

Bereits über 80:
1. Mexiko: Sergio Obeso Rivera, emeritierter Erzbischof von Jalapa
2. Bolivien: Toribio Ticona Porco, emeritierter Prälat von Corocoro
3. Spanien: Aquilino Bocos Merino CMF, ehemaliger Generalsuperior de Claretinerordens

### 5. Oktober 2019

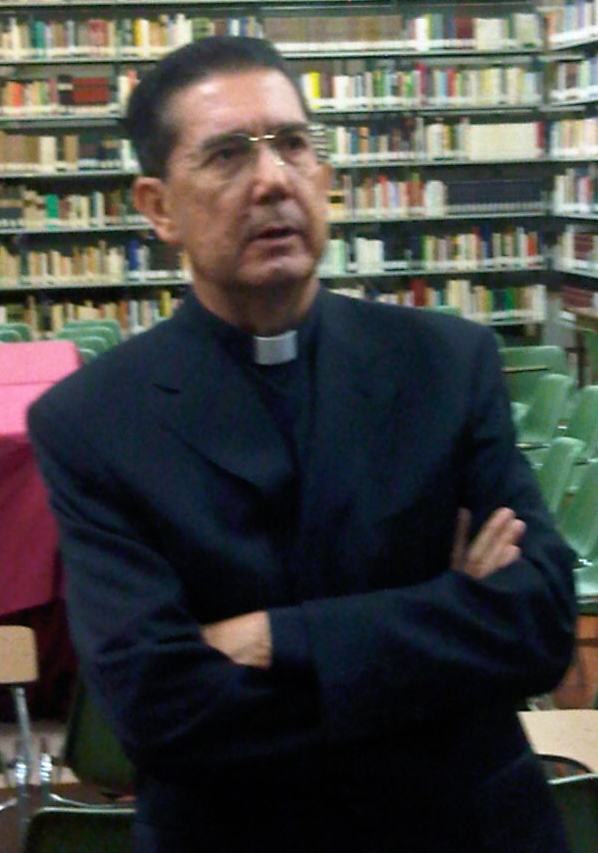
Miguel Ayuso Guixot MCCJ (2011)

1. Spanien: Miguel Ayuso Guixot MCCJ, Präsident des Päpstlichen Rates für den Interreligiösen Dialog
2. Portugal: José Tolentino Calaça de Mendonça OP, Archivar und Bibliothekar der Heiligen Römischen Kirche
3. Indonesien: Ignatius Suharyo Hardjoatmodjo, Erzbischof von Jakarta
4. Kuba: Juan García Rodríguez, Erzbischof von San Cristóbal de la Habana
5. Demokratische Republik Kongo: Fridolin Ambongo Besungu OFMCap, Erzbischof von Kinshasa
6. Luxemburg: Jean-Claude Hollerich SJ, Erzbischof von Luxemburg
7. Guatemala: Álvaro Ramazzini, Bischof von Huehuetenango
8. Italien: Matteo Maria Zuppi, Erzbischof von Bologna
9. Marokko: Cristóbal López Romero SDB, Erzbischof von Rabat
10. Kanada: Michael Czerny SJ, Untersekretär im Dikasterium für die ganzheitliche Entwicklung des Menschen

Bereits über 80:
1. Vereinigtes Königreich: Michael Fitzgerald MAfr, emeritierter Apostolischer Nuntius in Ägypten
2. Litauen: Sigitas Tamkevičius SJ, emeritierter Erzbischof von Kaunas
3. Angola: Eugenio Dal Corso PSDP, emeritierter Bischof von Benguela

### 28. November 2020

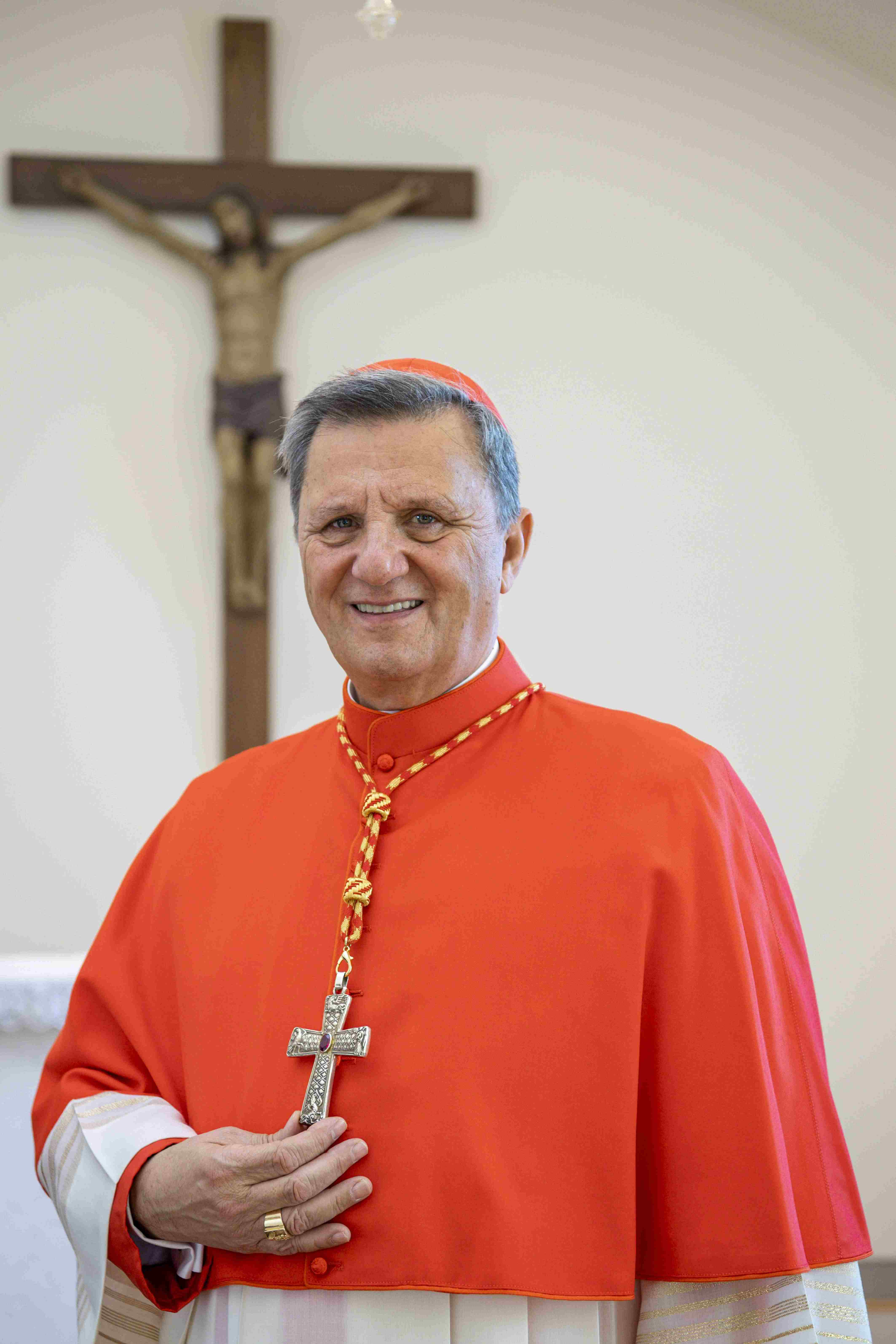
Mario Grech (2020)

1. Malta: Mario Grech, Generalsekretär der Bischofssynode
2. Italien: Marcello Semeraro, Präfekt der Kongregation für die Selig- und Heiligsprechungsprozesse
3. Ruanda: Antoine Kambanda, Erzbischof von Kigali
4. Vereinigte Staaten: Wilton Daniel Gregory, Erzbischof von Washington
5. Philippinen: Jose F. Advincula, Erzbischof von Capiz
6. Chile: Celestino Aós Braco OFMCap, Erzbischof von Santiago de Chile
7. Brunei: Cornelius Sim, Apostolischer Vikar von Brunei
8. Italien: Augusto Paolo Lojudice, Erzbischof von Siena-Colle di Val d’Elsa-Montalcino
9. Italien: Mauro Gambetti OFMConv, Titularerzbischof von Thisiduo

Bereits über 80:
1. Mexiko: Felipe Arizmendi Esquivel, emeritierter Bischof von San Cristóbal de Las Casas
2. Italien: Silvano Tomasi CS, emeritierter Ständiger Beobachter beim Büro der Vereinten Nationen in Genf
3. Italien: Raniero Cantalamessa, Prediger des Päpstlichen Hauses
4. Italien: Enrico Feroci, Pfarrer von Santa Maria del Divino Amore, Titularerzbischof von Cures Sabinorum

### 27. August 2022

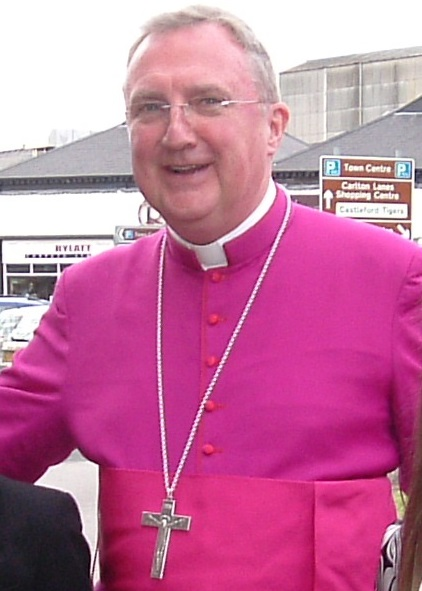
Artur Roche (2008)

1. Vereinigtes Königreich: Arthur Roche, Präfekt des Dikasteriums für den Gottesdienst und die Sakramentenordnung
2. Südkorea: Lazarus You Heung-sik, Präfekt des Dikasteriums für den Klerus
3. Spanien: Fernando Vérgez Alzaga LC, Präsident des Governatorats der Vatikanstadt
4. Frankreich: Jean-Marc Aveline, Erzbischof von Marseille
5. Nigeria: Peter Ebere Okpaleke, Bischof von Ekwulobia
6. Brasilien: Leonardo Ulrich Steiner OFM, Erzbischof von Manaus
7. Indien: Filipe Neri António Sebastião do Rosário Ferrão, Erzbischof von Goa und Daman
8. Vereinigte Staaten: Robert Walter McElroy, Bischof von San Diego
9. Osttimor: Virgílio do Carmo da Silva SDB, Erzbischof von Dili
10. Italien: Oscar Cantoni, Bischof von Como
11. Indien: Anthony Poola, Erzbischof von Hyderabad
12. Brasilien: Paulo Cezar Costa, Erzbischof von Brasília
13. Ghana: Richard Baawobr MAfr, Bischof von Wa
14. Singapur: William Goh, Erzbischof von Singapur
15. Paraguay: Adalberto Martínez Flores, Erzbischof von Asunción
16. Mongolei: Giorgio Marengo IMC, Apostolischer Präfekt von Ulaanbaatar

Bereits über 80:
1. Kolumbien: Jorge Enrique Jiménez Carvajal CIM, emeritierter Erzbischof von Cartagena
2. Italien: Arrigo Miglio, emeritierter Erzbischof von Cagliari
3. Italien: Gianfranco Ghirlanda SJ, ehemaliger Rektor der Päpstlichen Universität Gregoriana
4. Italien: Fortunato Frezza, Kanoniker am Petersdom

Ursprünglich sollte auch Lucas Van Looy, emeritierter Bischof von Gent, zum Kardinal ernannt werden. Dieser bat Franziskus jedoch, von diesem Vorhaben abzusehen. Laut einer Erklärung der Belgischen Bischofskonferenz waren der Hintergrund hierfür Vorwürfe, Van Looy habe Missbrauchsfälle in seiner Zeit als Bischof von Gent nicht ausreichend verfolgt und aufgeklärt. Sein Verzicht solle „verhindern, dass Opfer solcher Missbräuche infolge seines Kardinalats erneut verletzt werden“.

### 30. September 2023

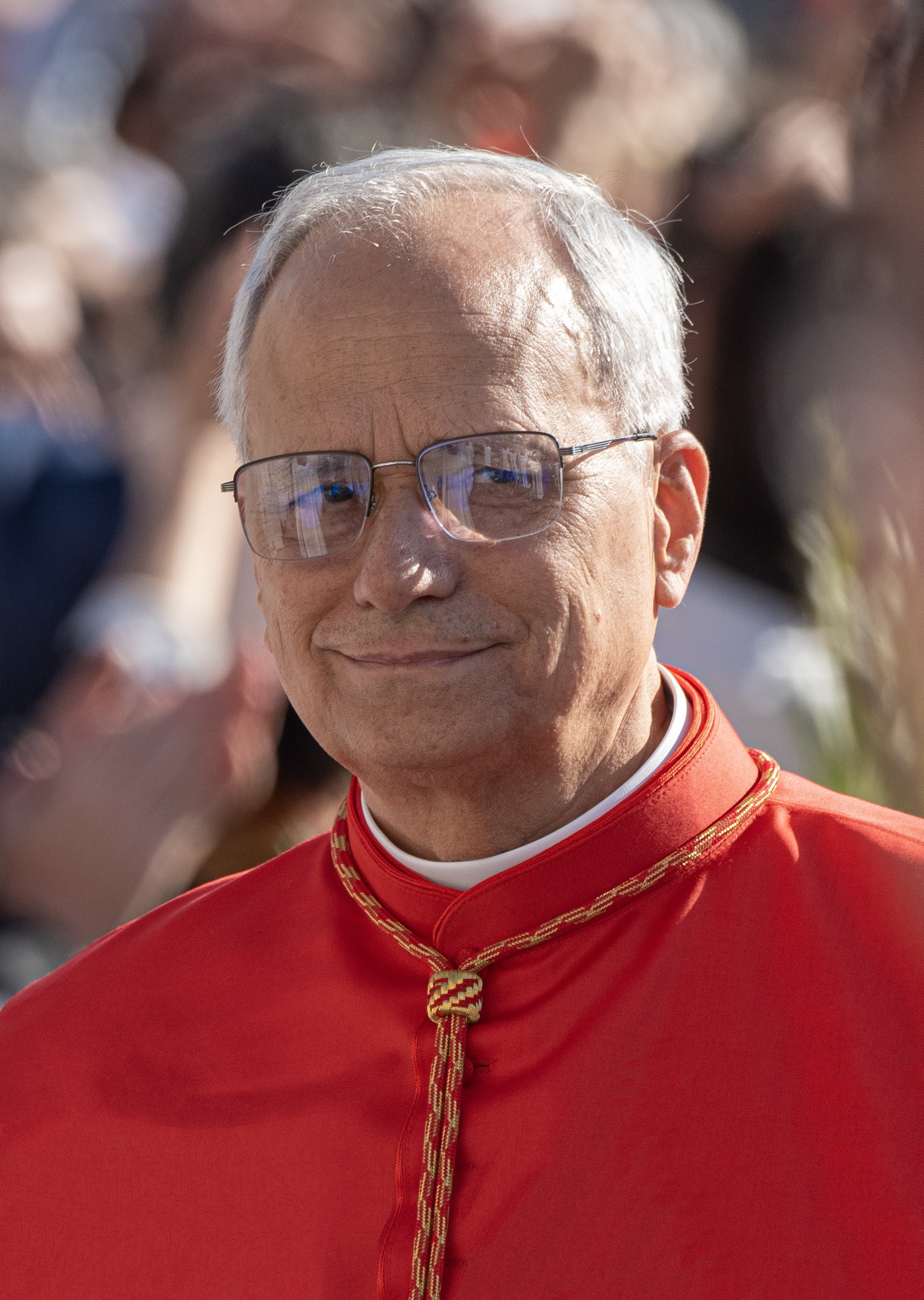
Robert Prevost, der spätere Papst Leo XIV.

1. Vereinigte Staaten: Robert F. Prevost OSA, Präfekt des Dikasteriums für die Bischöfe, ab 2025 Papst Leo XIV.
2. Italien: Claudio Gugerotti, Präfekt des Dikasteriums für die orientalischen Kirchen
3. Argentinien: Víctor Manuel Fernández, Präfekt des Dikasteriums für die Glaubenslehre
4. Schweiz: Emil Paul Tscherrig, Apostolischer Nuntius in Italien und San Marino
5. Frankreich: Christophe Pierre, Apostolischer Nuntius in den Vereinigten Staaten
6. Israel: Pierbattista Pizzaballa, Lateinischer Patriarch von Jerusalem
7. Südafrika: Stephen Brislin, Erzbischof von Kapstadt
8. Argentinien: Ángel Sixto Rossi SJ, Erzbischof von Córdoba
9. Kolumbien: Luis José Rueda Aparicio, Erzbischof von Bogotá
10. Polen: Grzegorz Ryś, Erzbischof von Łódź
11. Südsudan: Stephen Ameyu Martin Mulla, Erzbischof von Juba
12. Spanien: José Cobo Cano, Erzbischof von Madrid
13. Tansania: Protase Rugambwa, Koadjutorerzbischof von Tabora
14. Malaysia: Sebastian Francis, Bischof von Penang
15. Volksrepublik China: Stephen Chow Sau-yan SJ, Bischof von Hongkong
16. Frankreich: François-Xavier Bustillo OFMConv, Bischof von Ajaccio
17. Portugal: Américo Manuel Alves Aguiar, Bischof von Setúbal
18. Spanien: Ángel Fernández Artime SDB, Generaloberer der Salesianer Don Boscos

Bereits über 80:
1. Italien: Agostino Marchetto, emeritierter Sekretär des Päpstlichen Rates der Seelsorge für die Migranten und Menschen unterwegs
2. Venezuela: Diego Padrón Sánchez, emeritierter Erzbischof von Cumaná
3. Argentinien: Luis Pascual Dri OFMCap, Priester des Ordens der Minderen Kapuzinerbrüder

### 7. Dezember 2024

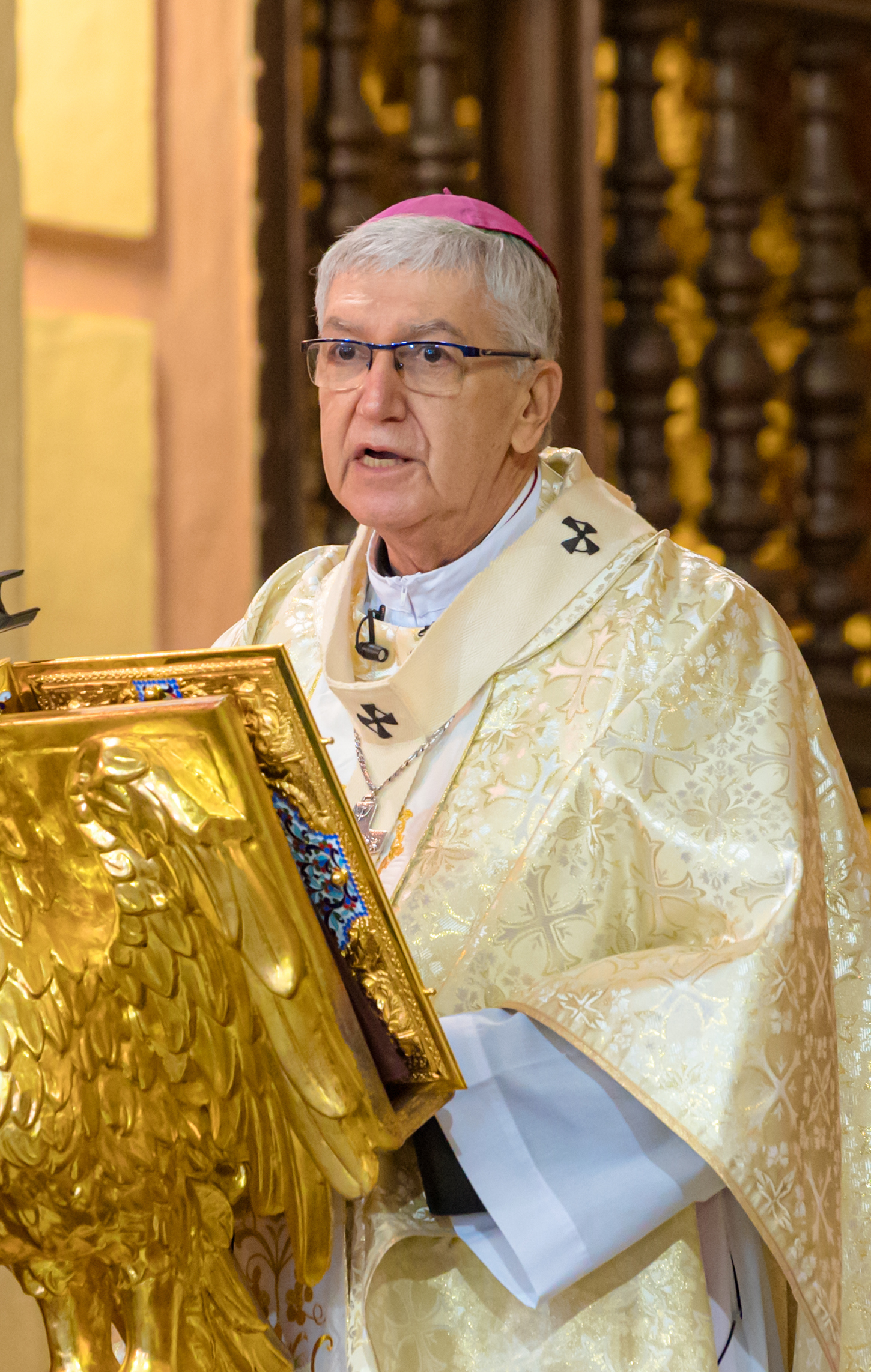
Carlos Castillo Mattasoglio

1. Peru: Carlos Castillo Mattasoglio, Erzbischof von Lima
2. Argentinien: Vicente Bokalic Iglic CM, Erzbischof von Santiago del Estero
3. Ecuador: Luis Gerardo Cabrera Herrera OFM, Erzbischof von Guayaquil
4. Chile: Fernando Natalio Chomalí Garib, Erzbischof von Santiago de Chile
5. Japan: Tarcisio Isao Kikuchi SVD, Erzbischof von Tokio
6. Philippinen: Pablo Virgilio Siongco David, Bischof von Kalookan
7. Serbien: László Német SVD, Erzbischof von Belgrad
8. Brasilien: Jaime Spengler OFM, Erzbischof von Porto Alegre
9. Elfenbeinküste: Ignace Bessi Dogbo, Erzbischof von Abidjan
10. Algerien: Jean-Paul Vesco OP, Erzbischof von Algier
11. Iran: Dominique Mathieu OFMConv, Erzbischof von Teheran-Isfahan
12. Italien: Roberto Repole, Erzbischof von Turin und Bischof von Susa
13. Italien: Baldassare Reina, Generalvikar Seiner Heiligkeit für das Bistum Rom
14. Kanada: Frank Leo, Erzbischof von Toronto
15. Litauen: Rolandas Makrickas, Koadjutorerzpriester der Basilika Santa Maria Maggiore
16. Australien: Mykola Byczok CSsR, Eparch von Sankt Peter und Paul in Melbourne der ukrainischen griechisch-katholischen Kirche
17. Vereinigtes Königreich: Timothy Radcliffe OP, ehemaliger Generalsuperior des Dominikanerordens
18. Italien: Fabio Baggio CS, Untersekretär des Dikasteriums für den Dienst zugunsten der ganzheitlichen Entwicklung des Menschen
19. Indien: George Jacob Koovakad, Beamter im Staatssekretariat
20. Italien: Domenico Battaglia, Erzbischof von Neapel

Bereits über 80:
1. Italien: Angelo Acerbi, emeritierter Apostolischer Nuntius

Ursprünglich sollte auch Paskalis Bruno Syukur OFM, Bischof von Bogor, zum Kardinal kreiert werden. Dieser bat jedoch Papst Franziskus, ihn nicht zum Kardinal zu kreieren. Am 22. Oktober 2024 gab Papst Franziskus dieser Bitte statt. Als Grund wurde angegeben, Syukur wolle „in seinem priesterlichen Leben und in seinem Dienst an der Kirche und dem Volk Gottes weiter wachsen“.